# Servaes de Koninck
Pour les articles homonymes, voir Koninck.
Œuvres principales
- De Vryadje van Cloris en Roosje (1688)
- Hollandsche Minne- en Drinkliederen (1697)
- Sacrarum armoniarum flores (1699)

Servaes De Koninck, aussi Servaes de Konink, Servaas de Koninck ou Servaas de Konink, né vers 1654 à Termonde ou à Gand (Pays-Bas espagnols) et mort vers 1701 à Amsterdam (Provinces-Unies), est un compositeur de motets, de chansons en néerlandais, de musique de chambre, de musique de scène, d'airs français et de cantates italiennes de style baroque.  Il fut surtout actif dans la République des Sept Pays-Bas-Unis.

## Biographie

### Enfance et formation aux Pays-Bas espagnols
De Koninck, fils de Josina Spanoghe et de Pieter, serait né en 1654 à Saint-Gilles, un village-église près de Termonde, fusionné avec cette ville depuis 1971.  De 1663 à 1665, De Koninck fut enfant de chœur à l'église Saint-Jacques de Gand.  En 1675, il s'inscrivit comme étudiant à l'ancienne université de Louvain et, vers 1680, il habita Bruxelles, où naquit son fils Servaas.

### Carrière dans la République
Déjà précédé, quelques années auparavant, par Carel Hacquart, un autre compositeur originaire des Pays-Bas méridionaux, De Koninck s'établit, vers 1685, à Amsterdam, où il fréquenta l’entourage du Théâtre, gagnant sa vie comme musicien indépendant.  De plus, il devint professeur de musique à l'école de filles française de Lucie Quartier.
Entre 1696 et 1699, l’éditeur de musique amstellodamois Estienne Roger publia de lui, en tout, sept opus : deux recueils de sonates pour une ou deux flûtes avec et sans basse continue, la tragédie Athalie de Jean Racine (pour laquelle De Koninck arrangea les chœurs en 1697), deux fascicules de trios, les Hollandsche Minne- en Drinkliederen (également de 1697) et une collection de motets (1699).
La durée écoulée entre chaque parution suggère que plusieurs compositions avaient été achevées bien avant la date de publication et n'étaient qu'en attente d'un éditeur.  Hormis cette série, il existe encore plusieurs compositions en manuscrit ou imprimées.

### L’entourage de Cornelis Sweerts
À Amsterdam, Servaes était un des quatre compositeurs originaires de l'étranger qui contribuèrent, vers 1700, à un essor temporaire de la musique néerlandaise.  Sans cesse, on rencontre leurs noms, soit liés les uns aux autres, soit au libraire Cornelis Sweerts ou au poète Abraham Alewijn ; outre De Koninck, il s’agit de David Petersen (originaire de Lübeck), Nicholaas Ferdinand Le Grand (originaire de France ou des Pays-Bas méridionaux) et Hendrik Anders (originaire de Oberweissbach en Thuringe).
Plusieurs chansons de Hendrik Anders et de Servaes De Koninck parurent dans les Verscheide Nieuwe Zangen de 1697, édités par Cornelis Sweerts.  Déjà en 1695, Ferdinand Le Grand mit en musique la deuxième partie des Mélanges (Tweede deel der Mengelzangen) du même Sweerts, et, en 1705, Alewijn et Sweerts furent unis en tant qu'auteurs des poèmes rassemblés dans un recueil de chansons burlesques, sérieuses et d'amour, mises en musique par les compositeurs Petersen, Anders et De Koninck (Boertige en ernstige minnezangen).
Dans son Introduction à l’art de la chanson et de jouer les instruments (Inleiding tot de zang- en speelkunst), Sweerts énumère presque tous les compositeurs ayant contribué, dans ces années du XVIIe siècle tardif, à l’essor temporaire de la musique sur des paroles néerlandaises :

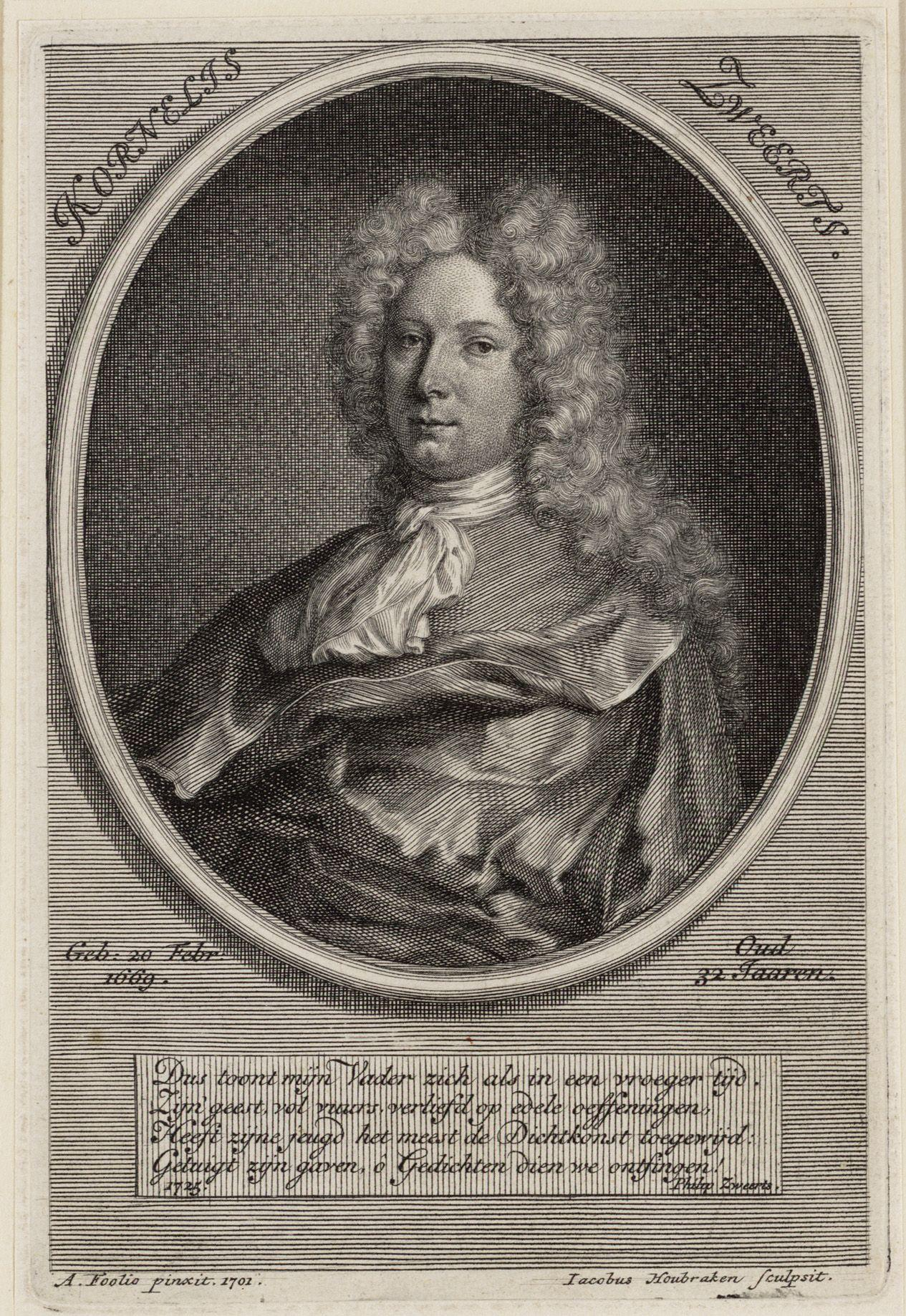
Portrait de Cornelis Sweerts à l'âge de 32 ans (1701) avec une légende par son fils Philip Sweerts

| Traduction libre du texte original | Poème de Cornelis Sweerts, où il cite les noms de quelques compositeurs de la fin du XVIIe siècle |
| --- | --- |
| ANDERS a consciencieusement tenté de traduire en néerlandais, les styles italien et français, et il semble que, dans ces deux langues, il n'ait pas pu obtenir autant de gloire qu'en néerlandais : PETERSEN et SCHENCK, eux aussi, nous montrent, de la façon la plus manifeste, que chacun doit honorer davantage sa propre langue. Ainsi, il y a des pièces honnêtes de ROSIER et de DE KONINCK, qui, chantées de façon à aboutir à l'art, réjouissent tout le monde. | Heel stip heeft ANDERS daar in 't Neerduits op gelet, Dat die naar de Italjaanse en Franschen trant gezet Kan werden: en het blijkt, dat hij in beide taalen Niet zo veel glorie als in 't Neerduits zou behalen: Ook doen ons PETERZEN en SCHENK op 't klaarste zien, Dat elk zijn eigen spraak meer eere hoort te bien: Zoo zijn 'er van ROZIER en KONING braave stukken, Die opgezongen naar de kunst, elkeen verrukken. |

Servaas, le fils du compositeur, se maria à Amsterdam en 1703 et y mourut le 13 février 1718.  C'est grâce à la publication de mariage du fils que l'on sait que le père était mort à Amsterdam en 1701.

## Œuvre

### Musique de scène
De Koninck, autant qu’Anders et Petersen, pratiquait un genre musical se rapprochant de l'opéra que l'on appelait le zangspel, un « jeu chanté » où la musique instrumentale ainsi que toutes sortes de machineries et la chanson de théâtre jouaient un rôle important.  Les paroles de ces zangspelen provenaient d’auteurs tels que Sweerts, Abraham Alewijn et Dirck Buysero.
En 1688, la pastorale De Vryadje van Cloris en Roosje (L'Amour de Cloris et de Rosette), dont le livret est attribué à Dirck Buysero, obtint un succès retentissant.  Cette courte farce devint une pièce de répertoire.  Sa représentation, en guise de supplément à la célèbre pièce de théâtre Gijsbrecht van Aemstel de Vondel, devint une tradition maintenue encore loin dans le XXe siècle, mais sans la musique de De Koninck, de qui la partition périt dans l’incendie de 1772 qui détruisit le théâtre.  Par la suite, Bartholomeus Ruloffs composa de la nouvelle musique de scène pour cette pièce.
Il est à noter que, si rien n'avait été publié de cette musique de scène, en revanche, des sélections de chansons provenant d'autres productions de théâtre le furent.  Il n'est pas à exclure que quelques morceaux musicaux provenant de ces zangspelen aient été repris dans la série De Hollantsche Schouburgh, dont furent publiés sept fascicules entre 1697 et 1716 par la maison d'édition amstellodamoise d'Estienne Roger, et dont De Koninck était le principal éditeur.

### Chansons d’amour et à boire
L'ouvrage le plus remarquable de De Koninck, sorti des presses de la maison d’édition amstellodamoise d’Estienne Roger, est, certes, le recueil de chansons d’amour et à boire (Hollandsche Minne- en Drinkliederen) d’un poète inconnu, destiné aux amateurs bourgeois.  Afin de les attirer, l'éditeur avait explicitement indiqué que les chansons avaient été composées dans les styles français et italien (« Fransche Manier en Italiaansche Manier »).  Ces indications, concernant le style des compositions, s'inscrivaient bien dans la politique d'édition d’Estienne Roger, qui voulait accorder un cachet international à son fonds.  Le style français auquel il fut fait allusion est d'ailleurs celui du compositeur d'origine italienne Giovanni Battista Lulli, connu pour son style raffiné et retenu : un idiome que De Koninck maîtrisait dans les moindres détails.  Le style italien serait plus animé, plus expressif et plus exubérant, mais n'est pourtant pas très présent dans cette collection.  Toutefois, ce mélange de styles illustre le goût aussi international qu'éclectique qui régnait à Amsterdam à la fin du XVIIe siècle.
De Koninck expérimente ici avec des genres plus complexes et des distributions plus ambitieuses qui, de façon peu surprenante, rappellent le théâtre : sept chansons du recueil constituent ensemble une sorte de cantate, la Conversation entre Coridon et Climène (Zaamen-Spraak tusschen Coridon et Climene), qui se termine par un duo à l'italienne (« op zyn Italiaansch »).

### Autres publications
Une autre publication de De Koninck, parue chez l’éditeur Estienne Roger, qui mérite une attention particulière, est l’Opus 7, le Sacrarum armoniarum flores (1699), où l'impact de l’évolution récente de la musique italienne est davantage visible dans le motet marial Mortales sperate, en particulier dans les courtes arias da capo pour voix de ténor et d'alto, et dans l'augmentation de l’apport des instruments, constamment en dialogue avec les chanteurs.  Les motets latins ne sont pas sans rappeler les origines catholiques du compositeur.
Les sonates de De Koninck révèlent l’influence de Corelli, alors que ses compositions pour violon ont subi celle de Petersen et de Schenck.
Dans la musique de scène pour Athalie, l'influence de Lulli et de Charpentier n’est jamais bien loin.  Comme Couperin et Clérambault, De Koninck se profilait comme défenseur des « goûts réunis ».

### Sources
- (en) The New Grove Dictionary of Music and Musicians, Londres, 2001.
- (nl) DIRKSEN, Pieter.  « Zingen in een kleine taal rond 1700 » [Chanter dans une petite langue vers 1700], Een muziekgeschiedenis der Nederlanden (une histoire de la musique des Pays-Bas), (réd. Louis Peter GRIJP), Amsterdam University Press - Salomé – Éd. Pelckmans - Institut Meertens - Koninklijke Vereniging voor Nederlandse Muziekgeschiedenis, Amsterdam [Association royale pour l'histoire de la musique néerlandaise], 2001  (ISBN 90 5356 488 8) (pour la Belgique Éd. Pelckmans  (ISBN 978-90-535-6488-2)), p. 317-321.
- (nl) NOSKE, Frits.  « Nederlandse liedkunst in de zeventiende eeuw: Remigius Schrijver en Servaas de Koninck » (L'Art de la chanson néerlandaise au XVIIe siècle : Remigius Schrijver et Servaes de Koninck), Tijdschrift van de Vereniging voor Nederlandse Muziekgeschiedenis [Périodique de l'Association pour l'histoire de la musique néerlandaise], 34e partie, 1er ép., 1984, p. 49-67.
- (nl) RASCH, Rudolf.  « Servaes de Koninck », Het HonderdComponistenBoek. Nederlandse muziek van Albicastro tot Zweers, (réd. Pay-Uun HIU et Jolande VAN DER KLIS), Haarlem, 1997.
- (nl) ZIELHORST, Anthony.  « Nederlandse liedkunst in Amsterdam rond 1700 » [L'Art de la chanson néerlandaise vers 1700], De Eeuwwende (réd. André KLUKHUHN), vol. 3, Utrecht, Bureau Studium Generale, université d'Utrecht, 1991, p. 143-144.

### Discographie
- Une monographie discographique : 
  - Servaas de Koninck. Ah! I wish I were a little dog! Love and Drinking Songs of the Netherlands, par Dopo Emilio, Emergo Classics CE 3961-2, 1993.

- Autres productions :
  - Saints & Sinners, par Cappella Figuralis, dirigée par Jos van Veldhoven, Channel Classics, 1998 (de De Koninck, le motet Venite ad me [De Elevatione]) ;
  - Four Dutch Composers of the Golden Age, Ensemble Bouzignac Utrecht, dirigé par Erik van Nevel, Vanguard Classics, 1995 (de De Koninck, le motet Mortales Sperate) ;
  - Musica Neerlandica, Apollo Ensemble et Max van Egmond, 1995 (de De Koninck, la chanson à boire In het glaasjen).